# 赤岩駅 (長野県)
赤岩駅（あかいわえき）は、かつて長野県中野市大字赤岩にあった長野電鉄河東線（木島線）の駅である。2002年の河東線区間廃線に伴い廃駅となった。

## 歴史
- 1925年（大正14年）7月12日：開業[1][2]。
- 1973年（昭和48年）10月1日：無人化[2]。
- 2002年（平成14年）3月31日：廃線に伴い廃止[1][2]。

## 駅構造
廃止時点では単式ホーム1面1線を有していた。ホーム上には簡素な待合室が設けられていた（現在の上条駅と似た構造であった）。

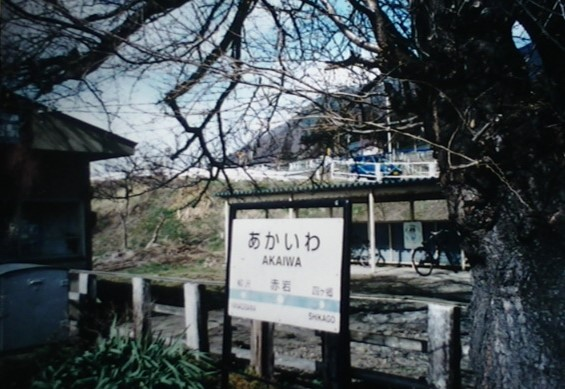
駅名標（2002年3月）
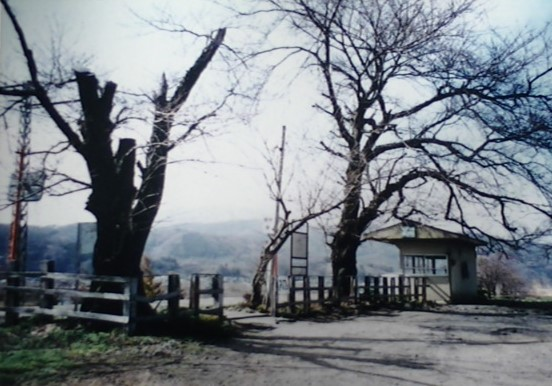
入口（2002年3月）

## 廃止後
長野県道414号中野飯山線の赤岩バイパス建設のため解体され、現在は道路になっているが、営業当時にあった桜の木は健在である。
廃駅の代替として「赤岩」バス停が設置されている。

## 隣の駅
長野電鉄
■河東線（木島線）
四ヶ郷駅 - 赤岩駅 - 柳沢駅